# Stephen Kay (jurist)
Stephen Kay, född 1943 i Stamford, Connecticut är en amerikansk åklagare. Han studerade juridik vid University of California, Berkeley. Kay har arbetat med ett flertal uppmärksammade mordåtal. Han var assistentåklagare under rättegången mot Charles Manson 1970-1971 och drev åtalet mot seriemördarna Lawrence Bittaker och Roy Norris, som dömdes för fem mord 1981.